# Vedelago
Vedelago es un municipio italiano de 16.000 habitantes de la provincia de Treviso (región del Véneto). La circunscripción territorial ha sufrido las siguientes modificaciones: en 1871 agregación del territorio del suprimido municipio de S. Andrea di Cavasagra.
Destaca en este lugar la Villa Emo, una villa véneta realizada en los alrededores de la localidad de Fanzolo, por el arquitecto Andrea Palladio. Es una de las villas declaradas Patrimonio de la Humanidad por la Unesco.

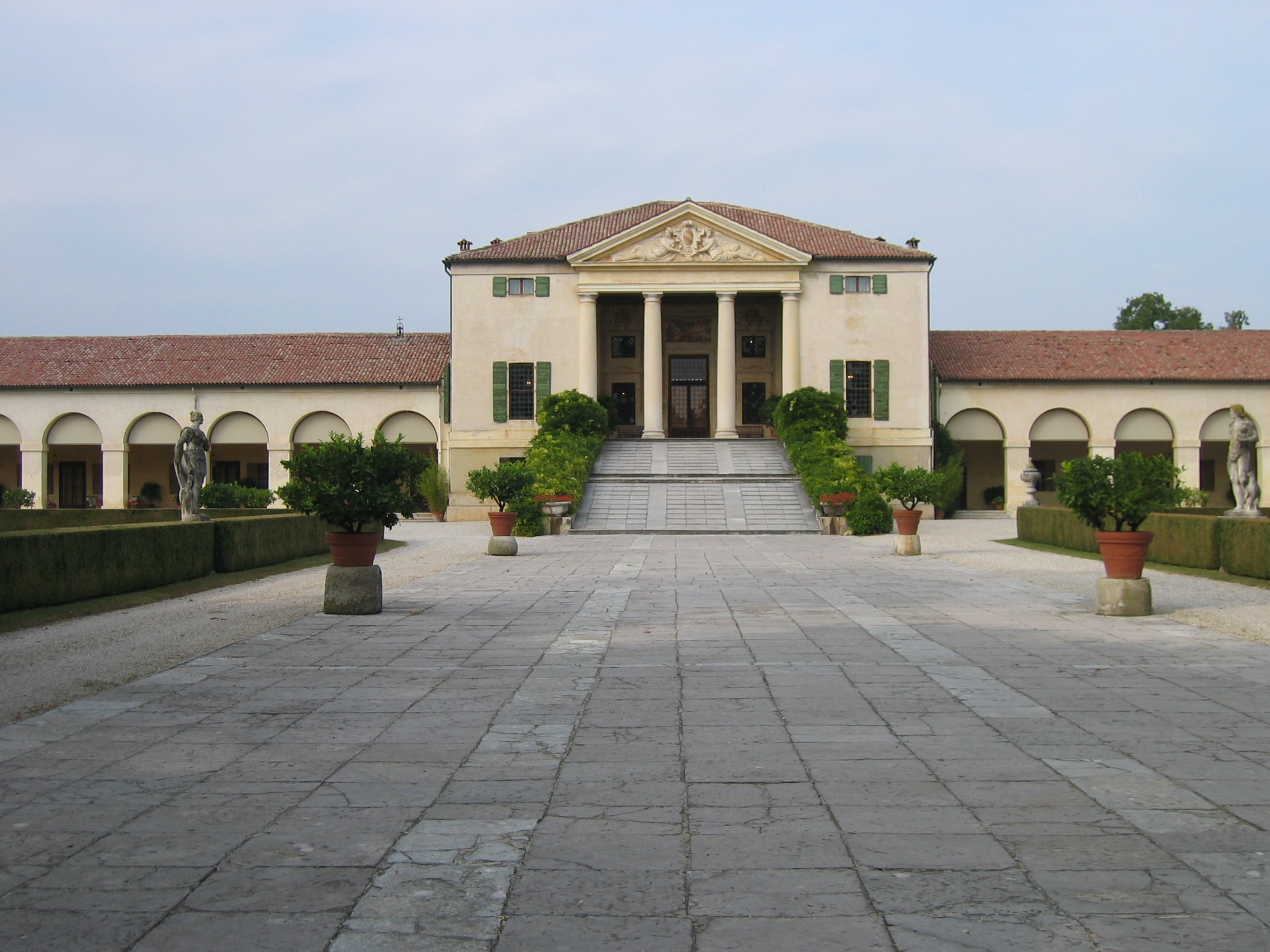
Villa Emo en la frazzione de Fanzolo.

## Evolución demográfica
| Gráfica de evolución demográfica de Vedelago entre 1861 y 2001 |
|                                                                |
| Fuente ISTAT - elaboración gráfica de Wikipedia                |